# Livre de l'État libre d'Orange
La livre est l'ancienne unité monétaire officielle de l'État libre d'Orange en usage de 1854 à la fin de la deuxième guerre des Boers en 1902. Comme la livre sud-africaine, elle était divisée en 20 shillings ou 240 pence. 

## Histoire monétaire
Elle était appelée localement Oranje vrij staat punt. Les Britanniques l'appelaient Orange Free State pound.
Divers essais de frappes de penny et de couronne (5 shillings) ont été tentés. Le papier monétaire appelé blueback prit la forme de billets postaux (Post Noot),.
À partir de 1898, du fait de pénurie monétaire, les émissions postales sous forme de timbres ont cours légal et peuvent servir aux achats quotidiens.
Elle a été remplacée en 1902 par la livre de la colonie de la rivière Orange, qui a été remplacée à son tour en 1910 par la livre de l'État libre d'Orange, à parité avec la livre sud-africaine. Un billet de 5 livres fut émis à partir de 1910 par l'African Banking Corporation.

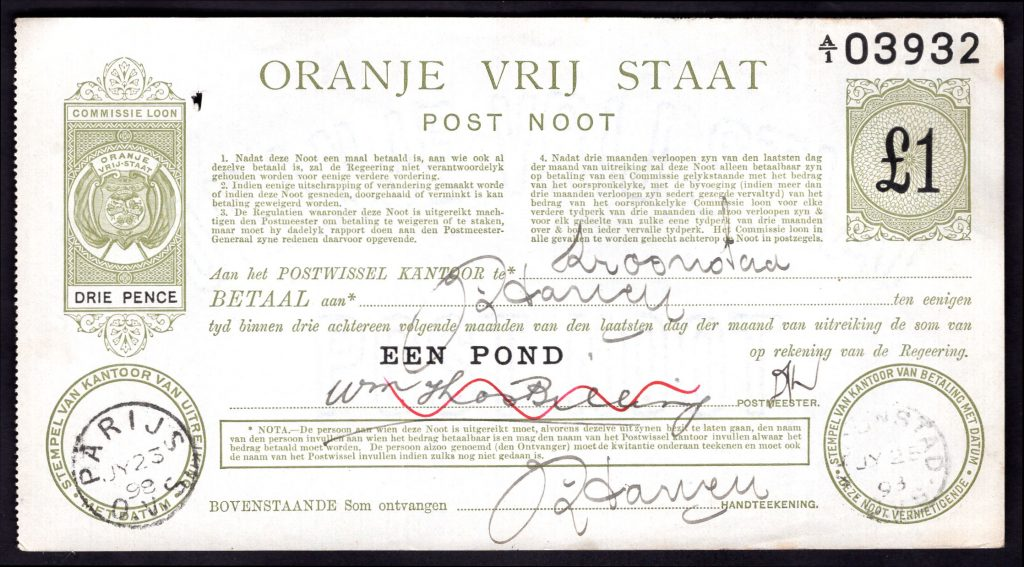
Billet postal de 1 livre (1898).